# Pierre Amiel de Sarcenas
Pierre Amiel de Sarcenas OSB (* um 1309 in Sarcenas; † 10. August 1389 in Avignon) war ein französischer katholischer Geistlicher des 14. Jahrhunderts. Sein Nachname ist in historischen Dokumenten auch als Amelii, d’Ameil, de Sarunas, de Gratia, de Brenac und de Grâce aufgeführt.

## Leben
Pierre Amiel de Sarcenas wurde in Sarcenas im heutigen Département Isère geboren und trat als Mönch in ein Benediktinerkloster ein. Er studierte später und schloss seine Ausbildung mit der Promotion zum Doktor beider Rechte ab.
Von 1350 bis 1363 stand de Sarcenas als Abt der Abtei Saint-Bénigne in Dijon vor; etwa zur selben Zeit wurde er von Papst Innozenz VI. zusätzlich in das hohe Amt des apostolischen Pönitentiars berufen.
Im Jahr 1362 wurde er zum Erzbischof von Vienne gewählt, bereits aber schon am 9. Januar 1363 von Papst Urban V. zum Metropoliten von Neapel berufen und diente in diesem Amt auch als Päpstlicher Legat für das Königreich Neapel. Seit 1366 wirkte Pierre Amiel de Sarcenas als Erzbischof von Embrun und trat während des Abendländischen Schismas der Obedienz von Avignon bei.
Papst Clemens VII. ernannte ihn anlässlich des Konsistoriums vom 18. Dezember 1378 zum Kardinalpriester und wies ihm mit der Weihe die in Rom gelegene Basilika di San Marco Evangelista al Campidoglio als Titelkirche zu, die er aber aufgrund der kirchenpolitischen Situation anlässlich des Schismas nicht in Besitz nehmen konnte – stattdessen residierte Amiel de Sarcenas in Avignon. Im November 1383 wurde er von Clemens VII. zum Großpönitentiar und damit zum Leiter des apostolischen Bußgerichtshofes ernannt.
Aufgrund seiner Kenntnisse über die politischen Verhältnisse im Königreich Neapel aus seiner Zeit als päpstlicher Legat, wurde de Sarcenas in den Wirren um die neapolitanische Thronfolge nach der Ermordung  von Königin Johanna I. zu einem wichtigen Vertreter der dortigen Interessen Clemens VII. – so sandte ihn der Papst  am 14. September 1386 an den neapolitanischen Hof, um dort als Berater der Regentin, Marie von Châtillon-Blois zu wirken.
Pierre Amiel de Sarcenas starb am 10. August 1389 in seiner Residenz in Avignon und wurde in der dortigen Cölsestinerkirche bestattet.